# Ulica Starowiejska w Gdyni
Ulica Starowiejska w Gdyni – najstarsza ulica miasta. Znajduje się w dzielnicy Śródmieście, równolegle z ul. 10 Lutego. Rozpoczyna się na Placu Gdynian Wysiedlonych, krzyżuje z ul. 3 Maja, ul. Mściwoja, ul. Władysława IV, ul. Zygmunta Augusta i ul. Antoniego Abrahama. Kończy się przy ul. Świętojańskiej.

## Historia
Kolejne nazwy - Panieńska, która ówcześnie wiodła do klasztoru Panien Zakonnych, Altdorf Strasse, Dorfstrasse. Podczas okupacji Niemcy zmienili nazwę na Goten Straße.
Na początku lat 20. pod nr 1 powstała gospoda należąca do Augusta Skwiercza. Wielokrotnie modernizowana, przed 1939 funkcjonowała jako restauracja "Picadilly" i była jedyną restauracją w przedwojennej Gdyni, serwującą koszerne jedzenie. Obiekt ten jeszcze przed kilkunastoma laty funkcjonował jako restauracja "Centralna". Innym popularnym wśród przedwojennych letników miejscem była restauracja i hotel Franciszka Grzegorzewskiego (nr 31).
W połowie 2022 rozpoczęto prace przy rewitalizacji ulic Starowiejskiej i Abrahama (od Starowiejskiej do 10 Lutego) w sposób nawiązujący do historycznego charakteru tego miejsca. W ramach zadania uporządkowane zostało parkowanie, wprowadzona nowa zieleń, energooszczędne oświetlenie, miejsca do odpoczynku i mała architektura. Ulica uzyskała jeden kierunek ruchu, a skrzyżowania z 3 Maja i Władysława IV zostały wyniesione. Prace zakończono w kwietniu 2023. Koszt inwestycji to nieco ponad 10 mln zł.

## Zabudowa
Większość budynków powstało w pierwszych latach istnienia Gdyni, a niektóre wcześniej jeszcze za wsi Gdina, protoplasty miasta. Do najstarszych należy Domek Antoniego Abrahama (dziś filia Muzeum Miasta Gdyni) i Klasztor Zgromadzenia SS. Miłosierdzia św. Wincentego a Paulo. Przy większości nieruchomości są sklepy, jadłodajnie i banki. Charakterystyczna dla ulicy jest nawierzchnia z kostki brukowej.

## Ważniejsze obiekty
- hotel Centralny z 1928 (ul. Starowiejska 1)
- Kamienica Hundsdorffów z 1935, arch. Marian Maśliński (7, róg ul. Abrahama)
- Domek Abrahama z pocz. XX w. (30), w latach 1970-2007 siedziba miejskiej placówki muzealnej, od 1983 Muzeum Miasta Gdyni
- Kamienica Antoniego Jaworowicza, ul Starowiejska 47 u zbiegu z ul. Dworcową (dawniej Podjazdową), powstała między listopadem 1928 a 1931 w stylu klasycyzmu zmodernizowanego uwidocznionego przez bardzo uproszczone formy monumentalnej fasady. Attykowa kondygnacja poddasza jest charakterystycznie oddzielona od reszty budynku belkowaniem z wydatnym gzymsem. Na szczycie kamienicy przed 1939 znajdowała się kopia Statui Wolności o wysokości 3,5 metra, szerokości 1,5 metra i masie 150 kg; planuje się przywrócenie tego posągu[10]

## Galeria

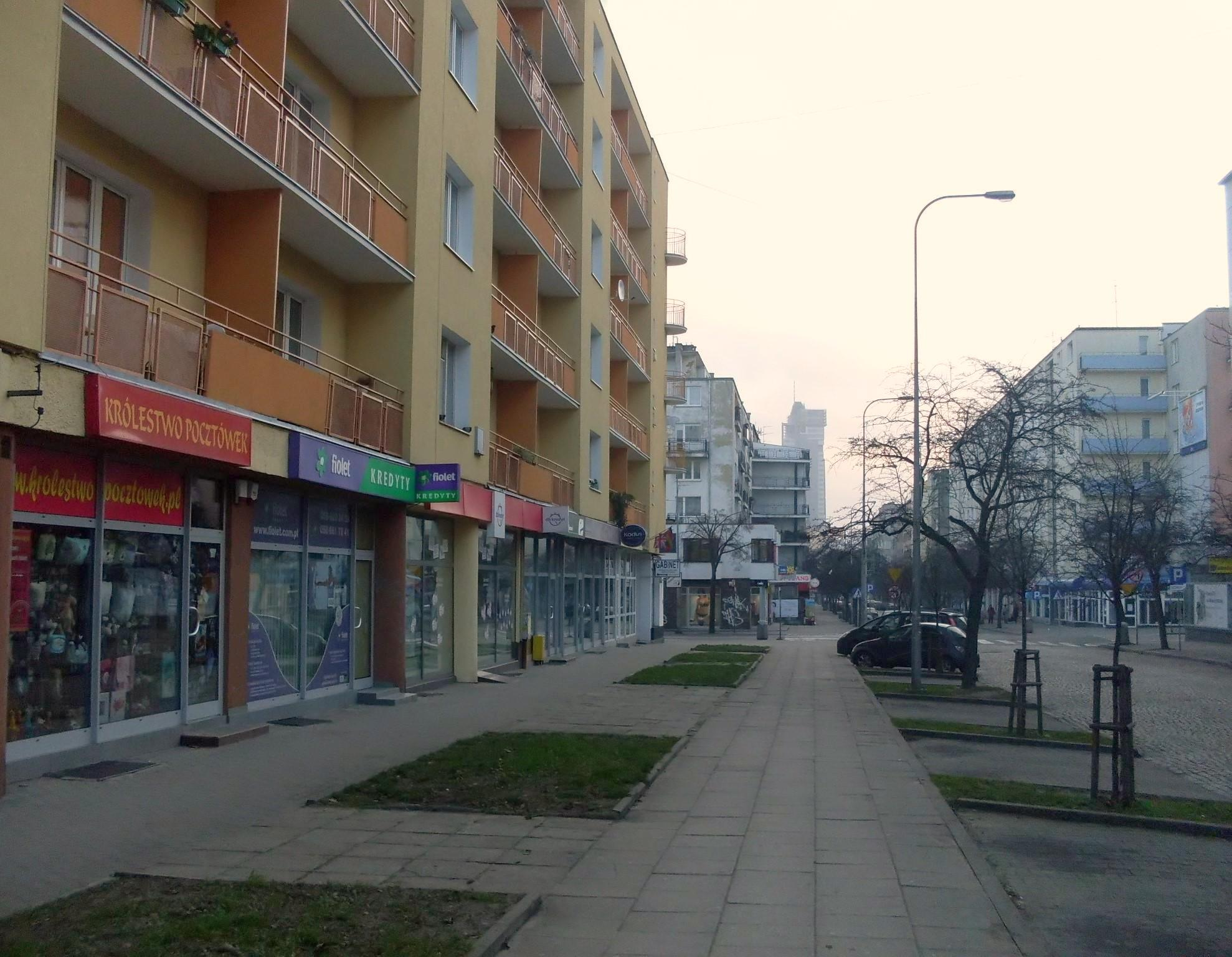
Ul. Starowiejska między Placem Gdynian Wysiedlonych a ul. 3 Maja
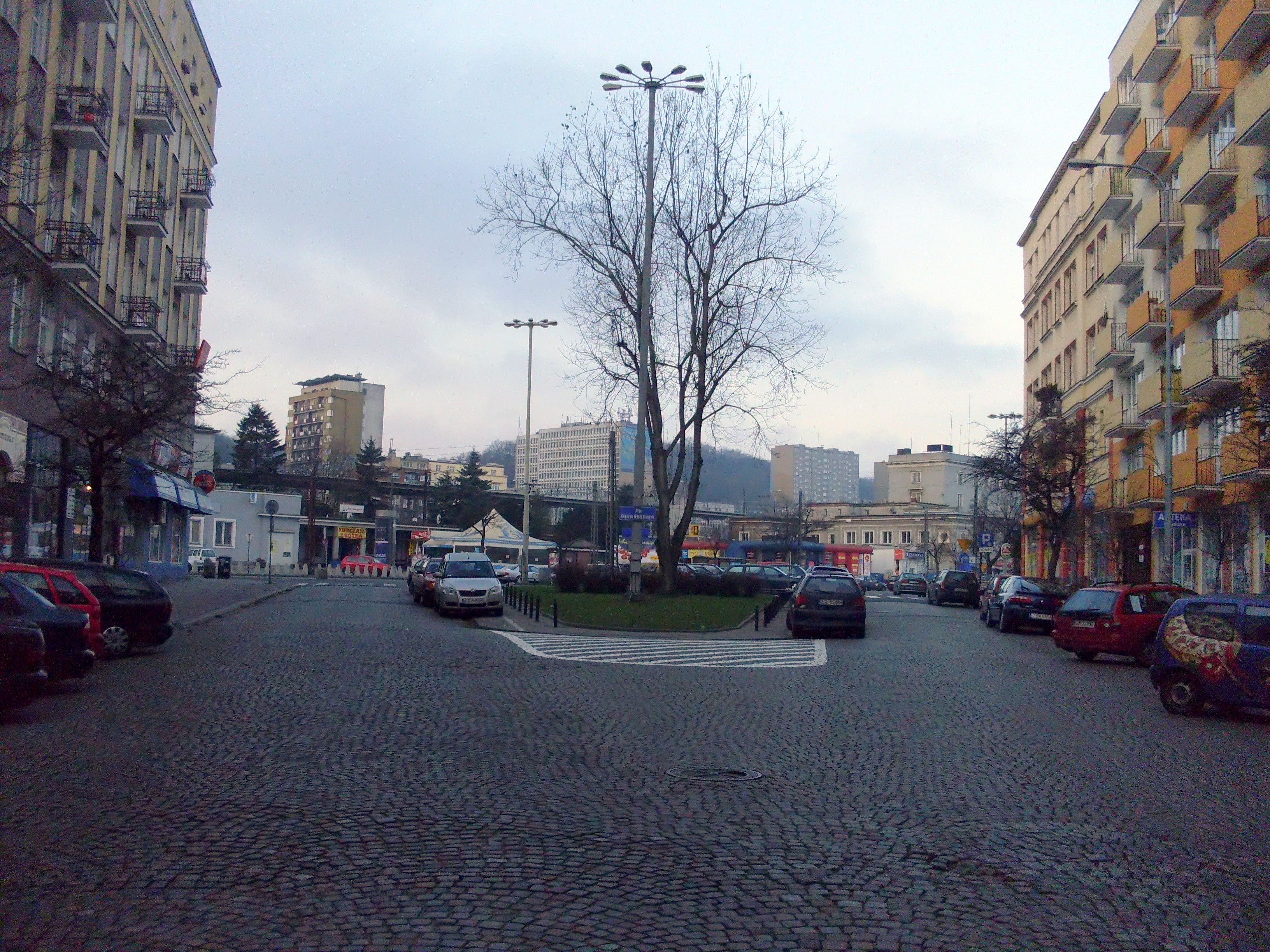
Plac Gdynian Wysiedlonych kończy ul. Starowiejską. Za nią jest ul. Dworcowa.
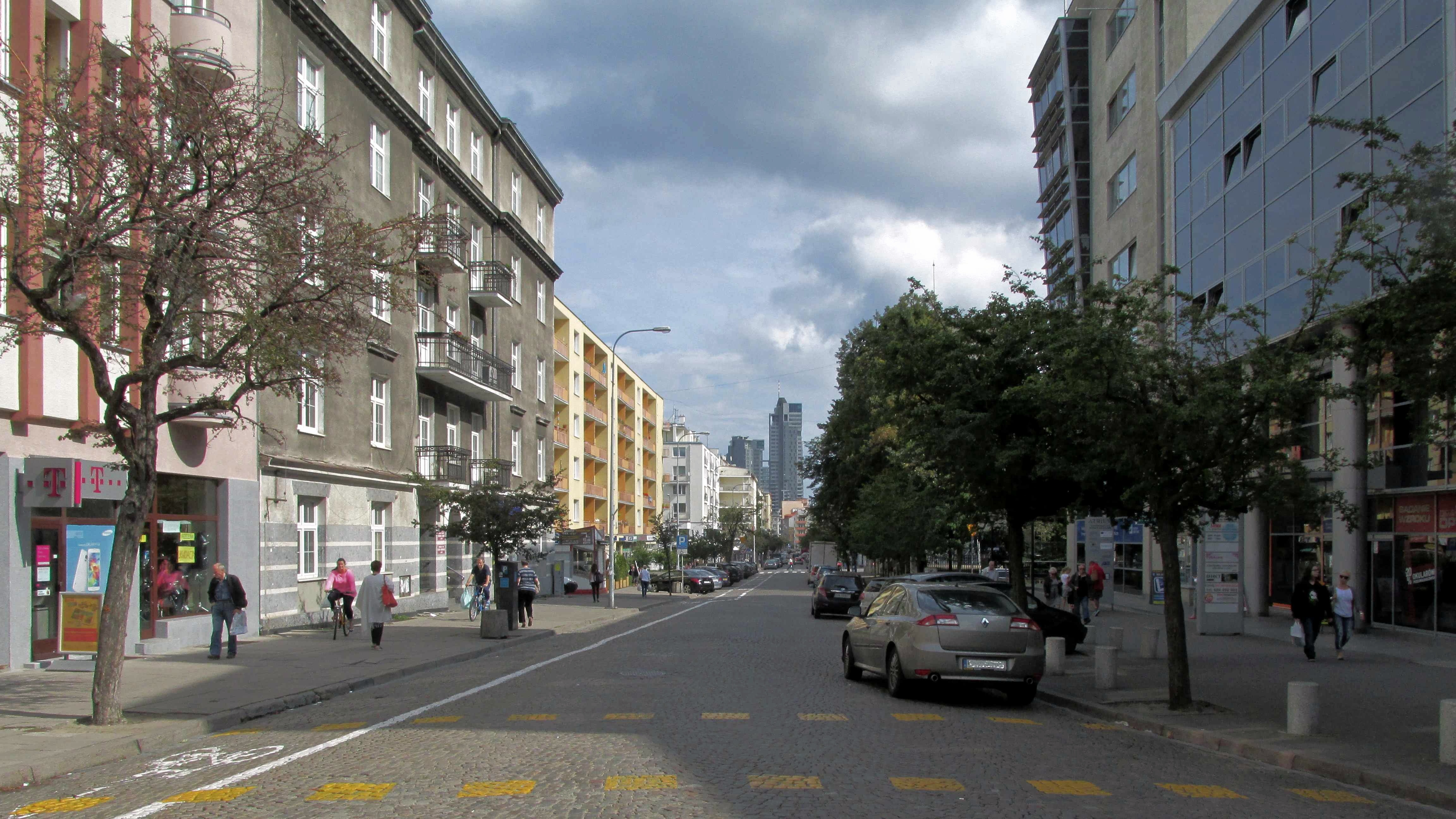
Ul. Starowiejska, widok od strony dworca Gdynia Główna, w tle Sea Towers
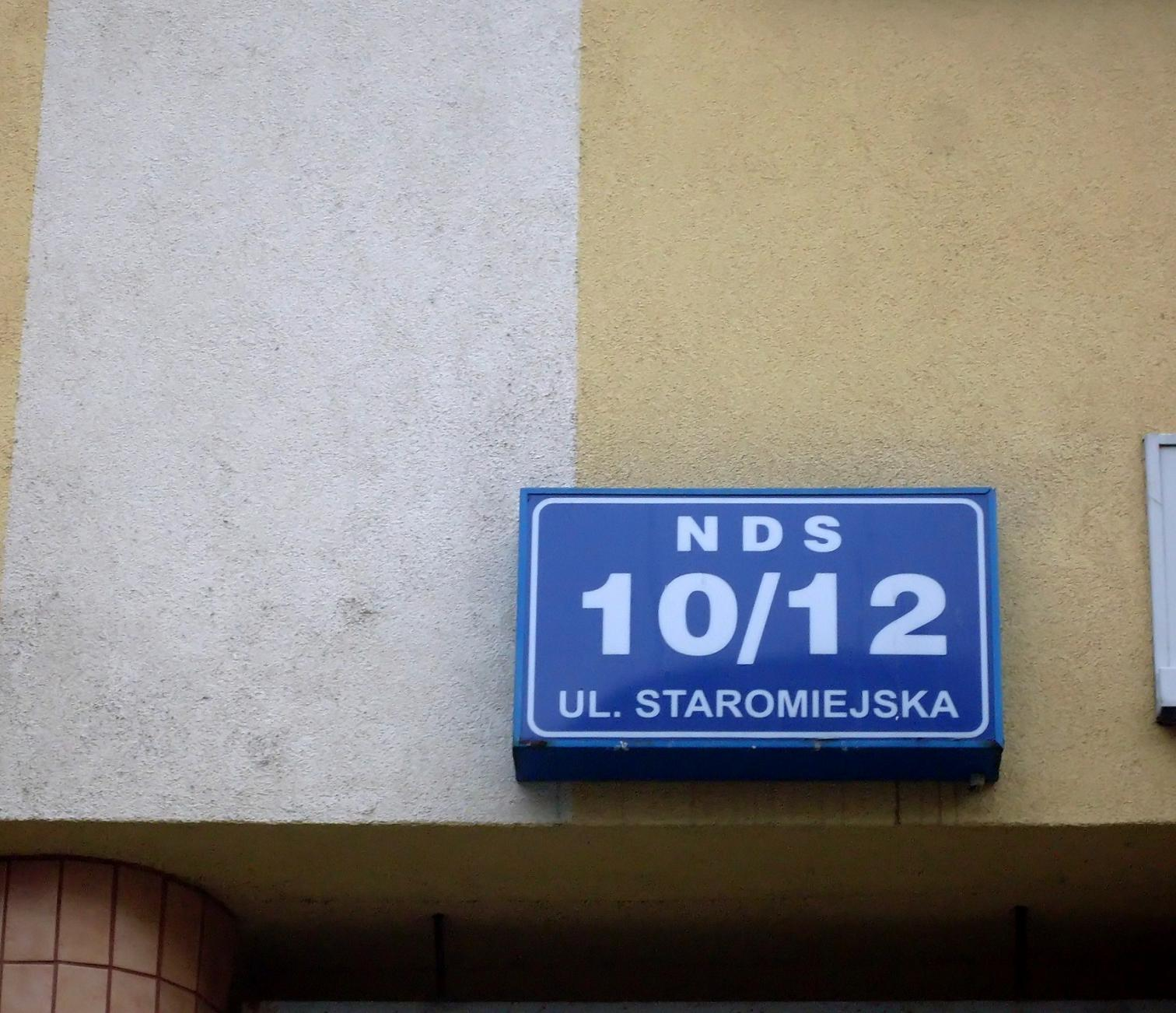
Literówka na jednej tabliczek ulicznych